# Alban Préaubert

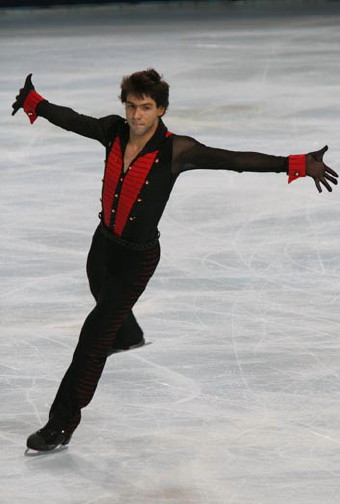
Alban Preaubert

Alban Préaubert (Grenoble, 20 september 1985) is een Franse kunstschaatser.
Préaubert is actief als solist en hij traint momenteel bij Annick Dumont, Pierre Trente en Alain Fusco.

## Persoonlijke records
| records             | punten | datum      | toernooi       |
| ------------------- | ------ | ---------- | -------------- |
| Hoogste totaalscore | 222.44 | 15-11-2008 | Trofee Bompard |
| Hoogste korte kür   | 76.37  | 20-01-2010 | EK             |
| Hoogste lange kür   | 149.20 | 15-11-2008 | Trofee Bompard |

## Belangrijke resultaten
| Kampioenschap          | 01/02 | 02/03  | 03/04 | 04/05 | 05/06 | 06/07 | 07/08 | 08/09 | 09/10 | 10/11 |
| ---------------------- | ----- | ------ | ----- | ----- | ----- | ----- | ----- | ----- | ----- | ----- |
| Wereldkampioenschap    |       |        |       |       | 8e    | 11e   |       |       |       |       |
| Europees Kampioenschap |       |        |       |       | 6e    | 6e    | 10e   | 5e    | 7e    | 10e   |
| NK Kunstschaatsen      | 13e   | 5e     | 7e    | 6e    | Brons |       | Brons | Brons | Brons | Brons |
| WK junioren            |       | Brons  | 4e    | 9e    |       |       |       |       |       |       |
| NK Junioren            | 7e    | Zilver | Goud  |       |       |       |       |       |       |       |